# Avonmouth
Avonmouth ist eine Hafenstadt und Vorort von Bristol im Großbritannien.

## Geografie

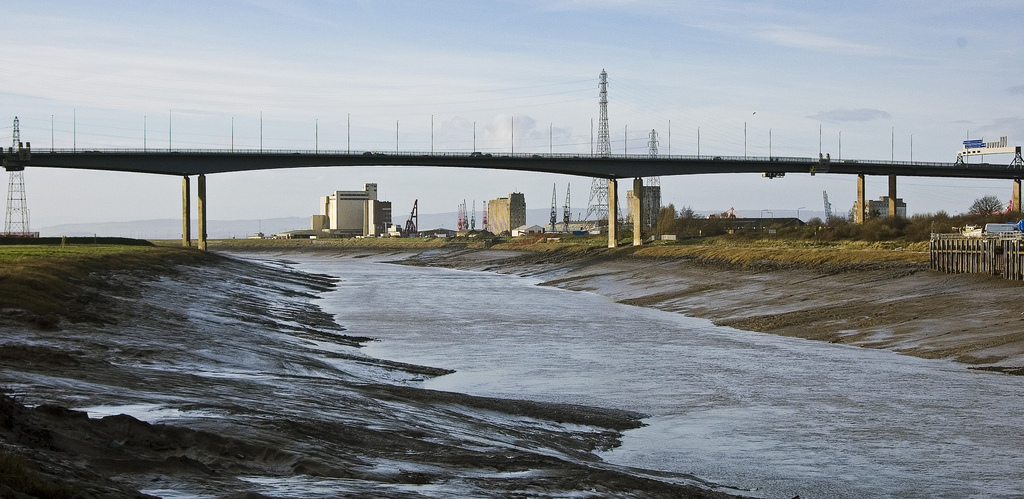
Der Avon mit Blickrichtung Avonmouth an der M5-Brücke

Avonmouth befindet sich am nördlichen Ufer der Flussmündung des Avon im Ästuar des Severn. Die walisischen Städte Cardiff und Newport liegen von den Ufergebieten Avonmouths aus in Sichtweite.

### Avonmouth Sewage Works Nature Reserve
Ein zehn Hektar großer Teil der Abwasseraufbereitungsanlage von „Wessex Water“ wird als Bioreservat bewirtschaftet. Die dort befindlichen Lagunen und ein Tümpel sind künstlich angelegt. Sie dienen als Nahrungs- und Ruhegebiet für diverse Vogelarten, darunter Tafelenten, Reiherenten, Krickenten und Löffelenten. Die Graslandflächen bieten Schutz für kleinere Säugetiere wie Wühlmäuse, welche wiederum als Nahrung für Turmfalken und Schleiereulen dienen.

## Geschichte und Verwaltung
Ursprünglich war Avonmouth Teil der Grafschaft Gloucestershire, mit Auflösung der traditionellen Grafschaften Englands wurde der Ort 1888 der zeremoniellen Grafschaft Bristol zugeordnet.
Avonmouth ist Teil der Parlamentswahlbezirkes „Bristol North West“. Der Kommunalwahlbezirk Avonmouth beinhaltet zusätzlich den Ort Shirehampton sowie den westlichen Teil von Lawrence Weston. Bei Kommunalwahlen werden zwei Mitglieder des Stadtrates von Bristol gewählt.
Shirehampton selbst ist ein Stadtteil, der ursprünglich ein eigenes Dorf war. Diese Tatsache ist auch heute noch am Aufbau des Distrikts erkennbar, so an der noch existierenden ehemaligen Dorfhauptstraße. Shirehampton hat eine eigene Bahnstation. Viele der 6867 Einwohner sollen sich auch lange nach der Zusammenlegung als Bewohner eines eigenen Dorfes empfunden haben.
Der gesamte beschriebene Bereich des beschriebenen Kommunalwahlbezirkes wird durch einen schmalen Grüngürtel vom restlichen Bristol getrennt.

## Wirtschaft

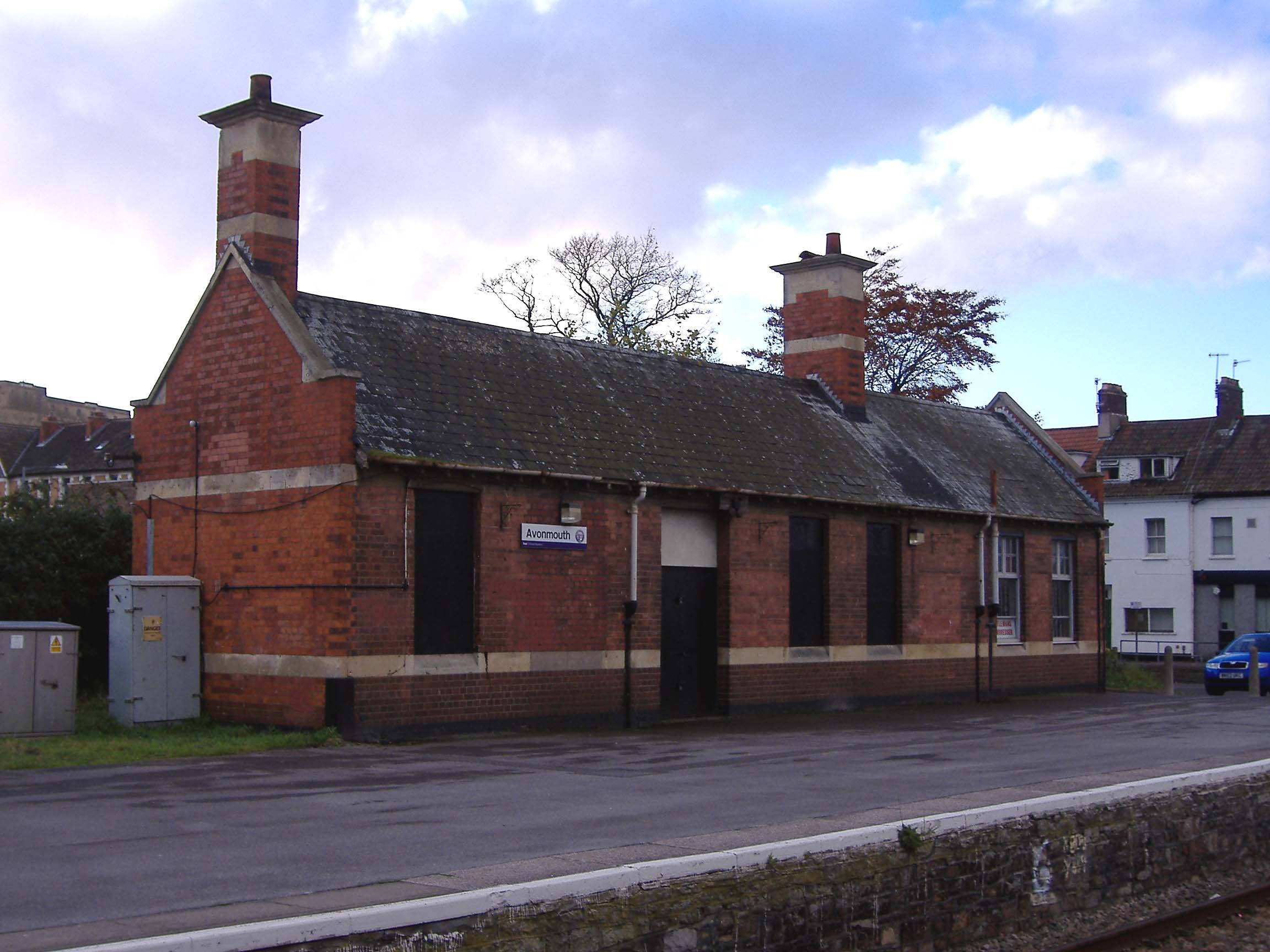
Bahnstation Avonmouth

Mit den Avonmouth Docks verfügt der Ort über einen Seehafen. Dieser wird ebenso wie der am gegenüberliegenden Ufer des Avon liegende Royal Portbury Dock durch die „Bristol Port Company“ betrieben. Diese plant einen weiteren Hafen für Seeschiffe im Bereich der Avonmouth Docks, die Entwicklung ist aber aufgrund der wirtschaftlichen Lage zunächst zum Erliegen gekommen. Avonmouth beheimatet größere Chemiewerke sowie ein Gaskraftwerk.

## Verkehr
Avonmouth ist durch einen stündlich verkehrenden Zug der „Severn Beach Line“ mit dem Hauptbahnhof Bristols verbunden. Die M5 führt durch Avonmouth und passiert den Avon über die Avonmouth-Brücke. Die M49 verbindet die M5 mit der M4 an der Prince of Wales Bridge. Die alte Severn-Brücke und die M4 sind mit Avonmouth über die A403 verbunden. Der sogenannte „Portway“, ein Teil der A4, verbindet Avonmouth direkt mit dem Zentrum von Bristol.